# Gerhard Sausmark
Gerhard Egon Sausmark (født 31. januar 1919 i København, død 30. november 1995 i København) Hans fødenavn var Gerhard Egon Jensen, men den 10. september 1949 ændrede han sit navn til kunstnernavnet Gerhard Egon Sausmark. Han var en dansk maler, keramiker, silketryksdesigner, plattedesigner og var indehaver af galleri og malerskole. Han blev uddannet ved Det Kongelige Danske Kunstakademi fra 1937 til 1940 og var elev af Aksel Jørgensen og blev blandt andet uddannet af Jørgen Aabye i klassisk portrætmaleri på Kunsternes Croquis Skole.
Gerhard Sausmark vidste allerede i en ung alder, at han ville være kunstner. Han blev meget tidligt anset som et naturtalent, da han i en alder af 11 år skabte sit første oliemaleri, og som 12-13-årig kunne man finde ham med sin pensel rundt omkring i København, hvor han malede landskaber og portrætter ved kanalerne, som blev solgt før de var tørre. Gerhard Sausmark var en multikunstner i flere forskellige retninger fra platte- og porcelænsdesign til keramikdesign og havde mange udstillinger med sine oliemalerier rundt omkring i Danmark og i Sverige. Men det var hans kærlighed til musikken, der gjorde ham til pioner indenfor begrebet malerikoncerter, som også bragte ham tilbage til sit barndomsmiljø på Christianshavn i 1979. Her etablerede han privat malerskole og galleri indtil sin død den 30. november 1995. Gerhard Sausmark skænkede ofte sine musikmalerier til velgørenhed for at hjælpe med det humanitære arbejde i  bl.a. Lions Club, Børnenes Ferie Fond, Kofoeds Skole, UNICEF og Amnesty International.

## Biografi
- 1951-1958   Designer, Porcelæn, Stentøj, Søholm Keramiske Fabrik, Bornholm
- 1959-1962   Designer, Porcelæn, Uppsala-Ekeby Porselin Fabrik, Karlskrona, Sverige
- 1962-1965   Designer, Porcelæn, DANMARK Porcelæn Fabrik, København
- 1965-1972   Indehaver, KERA Porcelæns Fabrik, Bagsværd, Sjælland og Rønne, Bornholm
- 1965-1982   Designer, Porcelæn, Lennard Steinbech, Ängelholm, Sverige
- 1970-1979   Designer for Desiree Platter (Old Copenhagen Blue), Hans Christian Andersen Series
- 1975-1992   Indehaver, Galleri Rottehullet og Malerskole, Amagergade 4, Christianshavn
- 1992-1995   Indehaver, Galleri De Fire Årstider og Malerskole, dronningensgade 49, Christianshavn

## Udstillinger
Denne liste er ufuldstændig; hjælp gerne med at udfylde den.
- 1938      Charlottenborg, København
- 1939      Den Fri, København
- 1949      Falkenberg Kunstner Forening, Sverige
- 1949      Kunstmuseet, Gothenburg, Sverige
- 1956      DAMS Hotel, (Keramik, Malerier) Bornholm, Danmark
- 1967      FORUM Copenhagen, (Porcelæn, Keramik), København, Danmark
- 1967      Københavns Rådhuset, (Porcelæn, Keramik), København , Danmark
- 1967      Københavns Lufthavn, (Porcelæn, Keramik), København, Danmark
- 1967      Bella Centeret ”Danish Design Exhibition” (Porcelæn, Keramik), København, Danmark
- 1967      MAGASIN (Porcelæn, Keramik), København Danmark
- 1967      ILLUM (Porcelæn, Keramik), København, Danmark
- 1967      ANVA (Porcelæn, Keramik), København, Danmark
- 1968      DIFA (Porcelæn, Keramik), København, Danmark
- 1969      TIVOLI (Porcelæn, Keramik), København, Danmark
- 1975-1992 GALLERI ROTTEHULLET, Indehaver, Christianshavn, Danmark
- 1992-1995 Galleri DE FIRE ÅRSTIDER, Indehaver, Christianshavn, Danmark

## Vigtige værker, kommissioner og udsmykninger
- 1948      Religiøst vægmaleri (1.25x30m)  Synagoge på Sjælland
- 1957      Keramisk vægmaleri, Danish Agricultural Society, London
- 1967      Keramisk Springvand, Dansk Metal-Amateur Industry, Odense, Danmark
- 1979      Vivaldi - De Fire Årstider Maleri (2x5m), Musik Koncert, Christianshavns Kultur Center, Danmark
- 1981      Hans Christian Andersen Maleri (1.5x3m), Amagerhallen, København, Danmark
- 1982      Vivaldi - De Fire Årstider Maleri (2x5m), Musik Koncert, Henriksholm Skolen, Rødovre, Danmark
- 1983      Tschaikowsky 1812 (2x10m), Musik Koncert, Skottegaards Skolen, København, Danmark
- 1983      Vivaldi - De Fire Årstider Maleri (2x5m), Musik Koncert, Malernes Plads, Christiashavn, Danmark
- 1985      Keramisk Stentøjs Relief (4x7m), Sino-Danish Postgraduate Training Centre, Peking, China

## Hæder
- 1967 DANSK ARBEJDS DIPLOM for “god Dansk turistsouvenier”- Københavner platten

## Ekstern henvisning
- gerhardsausmark.dk Arkiveret 18. juli 2018 hos  Wayback Machine